# Vasile Dîba
Vasile Dîba (Jurilovca, 24 de julio de 1954-Bucarest, 20 de febrero de 2024) fue un deportista rumano que compitió en piragüismo en la modalidad de aguas tranquilas.
Participó en tres Juegos Olímpicos de Verano entre los años 1976 y 1984, obteniendo cuatro medallas: oro y bronce en Montreal 1976 y plata y bronce en Moscú 1980. Ganó siete medallas en el Campeonato Mundial de Piragüismo entre los años 1974 y 1978.

## Palmarés internacional
| Juegos Olímpicos   | Juegos Olímpicos          | Juegos Olímpicos  | Juegos Olímpicos |
| Año                | Lugar                     | Medalla           | Competición      |
| ------------------ | ------------------------- | ----------------- | ---------------- |
| 1976               | Montreal (Canadá)         | Medalla de oro    | K1 500 m         |
| 1976               | Montreal (Canadá)         | Medalla de bronce | K1 1000 m        |
| 1980               | Moscú (URSS)              | Medalla de bronce | K1 500 m         |
| 1980               | Moscú (URSS)              | Medalla de plata  | K4 1000 m        |
| Campeonato Mundial |                           |                   |                  |
| Año                | Lugar                     | Medalla           | Competición      |
| 1974               | Ciudad de México (México) | Medalla de oro    | K1 500 m         |
| 1974               | Ciudad de México (México) | Medalla de oro    | K1 4 × 500 m     |
| 1975               | Belgrado (Yugoslavia)     | Medalla de plata  | K1 500 m         |
| 1975               | Belgrado (Yugoslavia)     | Medalla de plata  | K1 4 × 500 m     |
| 1977               | Sofía (Bulgaria)          | Medalla de oro    | K1 500 m         |
| 1977               | Sofía (Bulgaria)          | Medalla de oro    | K1 1000 m        |
| 1978               | Belgrado (Yugoslavia)     | Medalla de oro    | K1 500 m         |